# Europäische Genossenschaft
Die Europäische Genossenschaft, auch lateinisch Societas Cooperativa Europaea (SCE), ist eine rechtsfähige Gesellschaft. Die SCE bildet auf europäischer Ebene das Gegenstück zu den nationalen genossenschaftlichen Rechtsformen in den Mitgliedstaaten. Der Zweck der SCE besteht hauptsächlich in der Förderung von Tätigkeiten der Mitglieder und in der Befriedigung von Mitgliederbedürfnissen.

## Rechtsgrundlage
Die SCE beruht auf dem Recht der Europäischen Gemeinschaft. Einschlägig ist die Verordnung (EG) Nr. 1435/2003 des Rates vom 22. Juli 2003 über das Statut der Europäischen Genossenschaft (SCE). Diese ist ein Rechtsakt des europäischen Sekundärrechts gem. Art. 288 AEUV, der in allen Teilen verbindlich ist und unmittelbare Geltung im gesamten Gebiet der Europäischen Gemeinschaft entfaltet. Sie bedarf damit nicht der Umsetzung in den Mitgliedstaaten.
Zur Regelung mitbestimmungsrechtlicher Verhältnisse hat der Rat die Richtlinie 2003/72/EG des Rates vom 22. Juli 2003 zur Ergänzung des Statuts der Europäischen Genossenschaft hinsichtlich der Beteiligung der Arbeitnehmer erlassen. Hier ist die Notwendigkeit der Umsetzung in den Mitgliedstaaten gegeben, wobei lediglich die Zielsetzungen des Rechtsakts – nicht aber die Maßnahmen zur Zielerreichung – verbindlich sind (Art. 288 Abs. 3 AEUV).
Das Europäische Parlament reichte am 15. Oktober 2003 gegen die Verordnung formal eine Klage ein, da es nicht gehört wurde. Am 2. Mai 2006 wurde die Sache entschieden und die Klage abgewiesen.
Zur Umsetzung in Deutschland wurde das Gesetz zur Einführung der Europäischen Genossenschaft und zur Änderung des Genossenschaftsrechts (EGSCE) vom 14. August 2006 (BGBl. I S. 1911) erlassen. Die Möglichkeit zur Gründung der SCE besteht seit dem 18. August 2006.

## Form
Der Firma ist der Zusatz „SCE“ voran- oder nachzustellen. Sie trägt gegebenenfalls den Zusatz „mit beschränkter Haftung“ bzw. „mbH“.
Die SCE besitzt Rechtspersönlichkeit und das Grundkapital ist in Geschäftsanteile zerlegt. Dabei verfolgt eine SCE das Prinzip der demokratischen Struktur („ein Mitglied, eine Stimme“). Der in der Satzung festgelegte Sitz einer SCE muss in einem Mitgliedstaat der EU oder EWR liegen. 

## Gründung
Eine SCE kann von mindestens fünf juristischen oder natürlichen Personen gegründet werden, die ihren Wohn- bzw. Geschäftssitz in zwei verschiedenen Mitgliedstaaten des EWR haben. Ebenso kann eine bestehende Genossenschaft in eine SCE umgewandelt werden, wenn sie bereits mindestens zwei Jahre lang eine Zweigstelle in einem Mitgliedsland des EWR hatte. Als dritte Möglichkeit gibt es die Gründung durch Verschmelzung mehrerer Genossenschaften aus verschiedenen Mitgliedsländern.
Sie benötigt Gründungskapital von mindestens 30.000 Euro. Investierende Mitglieder sind zugelassen, Geschäftsanteile sind übertragbar bzw. verkäuflich.
Mit der Eintragung der SCE in das Genossenschaftsregister des Sitzstaates endet das Gründungsverfahren.

## Europäische Genossenschaft in der Praxis
2015 wandelte das Fleischvermarktungsunternehmen Westfleisch seine Rechtsform in eine Europäische Genossenschaft um. Die europaweit aktive Bürgerrechtsorganisation WeMove ist als Europäische Genossenschaft registriert. 2018 wurde mit OurPower die erste europäische Genossenschaft mit Sitz in Österreich gegründet. Die Plattform für Handschriftenerkennung durch künstliche Intelligenz, Transkribus, wird durch die Read-Coop SCE betrieben.